# 世界宗教文化
《世界宗教文化》是中国社会科学院世界宗教研究所发行的综合性学术理论刊物，创刊于1980年。《世界宗教文化》原名为《世界宗教资料》（Material in World Religions），1995年易名《世界宗教文化》。
《世界宗教文化》被列为全国中文核心期刊、中文社会科学引文索引（CSSCI）来源期刊、学位与研究生教育中文重要期刊。